# Friedrich von Cölln
Georg Friedrich Willibald Ferdinand von Cölln (* 14. April 1766 in Oerlinghausen in der Grafschaft Lippe-Detmold; † 13. Mai 1820 in Berlin), in der Literatur mitunter „Coelln“ geschrieben, war ein deutscher Verwaltungsjurist und nationalökonomischer Schriftsteller.

## Leben
Friedrich von Cölln war der jüngste Sohn des aus einer mecklenburgischen Adelsfamilie stammenden, zunächst in Alverdissen tätigen, dann nach Oerlinghausen berufenen Predigers Georg Conrad von Cölln (1715–1789) und der Elisabeth Margaretha Cornelia, geb. Tileman von Schenk (* um 1724; † 19. Oktober 1782). Philippine Sophia von Cölln (* 13. Dezember 1744 in Alverdissen) war die älteste unter seinen Geschwistern, seine Brüder waren der früh verstorbene Hilfsprediger Georg Conrad von Cölln (1756–1785) und Ludwig Friedrich August von Cölln (* 27.  Juli 1753; † 18. Februar 1804), Lehrer und Prediger in Bad Meinberg, Nachfolger seines Vaters in Oerlinghausen und später General-Superintendent in Detmold, verh. 7. September 1786 mit Sarah Ester, geb. Merrem (1764–1838); ihr gemeinsamer Sohn Daniel Georg Konrad von Coelln, Friedrich von Cöllns Neffe, wurde Professor der Theologie.
Friedrich von Cölln studierte an der Philipps-Universität Marburg, der Friedrichs-Universität Halle und der Universität Jena.
Nach dem Studium begann er im Juli 1790 eine Laufbahn im preußischen Staatsdienst. In Minden war er als Referendar, Auskultator und Assessor tätig. 1793 wurde er als Kriegsrat nach Posen berufen. In Südpreußen verwaltete er ab 1797 die Gebiete Pollagewo und Oborniki für sechs Jahre. Er wurde Steuerrat in Niederschlesien (1803) und Kriegs- und Domänenrat in Berlin (Januar 1805), wo er unter anderem mit Julius von Voß verkehrte, der in seinem Einakter Der Kriegsrath von Cölln (1808) einen jungen Mann seinen Namen annehmen ließ.

## Wirken in der Franzosenzeit
Nach der Schlacht bei Jena und Auerstedt versuchte er vergeblich, dem preußischen König Friedrich Wilhelm III. einen Plan zur Verteidigung gegen die Franzosen vorzustellen. In den Zeiten der französischen Okkupation arbeitete er in der erfolgreichen sechsbändigen Arbeit Vertraute Briefe über die inneren Verhältnisse am preußischen Hofe seit dem Tode Friedrichs II. die Voraussetzungen für die Niederlage auf.
Er geriet durch seine freimütigen Publikationen mehrfach mit den Franzosen und Preußen in Konflikt und wurde zweimal verhaftet, zuletzt im Dezember 1808 auf einer Reise nach Schlesien infolge einer Kabinettsorder vom 21. Februar 1808. Aus dem Gefängnis in Liegnitz wurde er in tiefstem Winter in die Festung Glatz abgeführt und dort interniert. Schließlich gelang ihm bei einer Badekur in Landeck, die ihm gewährt worden war, die Flucht nach Österreich-Ungarn. In Berlin wurde wegen Majestätsbeleidigung über ein halbes Jahr gegen ihn ermittelt. Auf Veranlassung des Staatskanzlers Karl August von Hardenberg wurde der Prozess jedoch niedergeschlagen. Auch diese Erfahrungen verarbeitete von Cölln publizistisch in seiner Rechtfertigungsschrift von 1811.

## Nach den Befreiungskriegen
Beim Wartburgfest von 1817 wurden mehrere Werke v. Cöllns symbolisch verbrannt.
Als Chef im Literarischen Bureau des Staatskanzlers Hardenberg soll er 1800 Reichstaler Gehalt bezogen und zugleich Spitzeldienste für den preußischen Hausminister Wittgenstein besorgt haben.
Seine hinterlassenen Memoiren, die auf Korrespondenz mit Hardenberg und Wittgenstein beruhten und auch einen Verfassungsentwurf für Preußen enthielten, sollten laut Testament nach seinem Tod publiziert werden, wurden jedoch möglicherweise durch Ankauf der preußischen Regierung unterdrückt.

## Familie
Friedrich von Cölln war seit etwa 1790 verheiratet; seine Frau durfte während der Haftzeit in Glatz bei ihm bleiben. Seine ehelichen Kinder waren Carl Ernst Wilhelm Friedrich von Cölln (* 31. März 1791 in Schwalenberg), Polizeisekretär in Koblenz, später auch Theaterautor und Publizist, sowie Charlotte von Cölln (* 1809; † nach 1820). Sein am 2. Januar 1819 errichtetes Testament erwähnt außerdem einen unehelichen Sohn Ferdinand und eine uneheliche Tochter, die bei ihrer Großmutter Minden in Sagan aufwuchs. Der Leihbibliothekar F. Kralowsky wurde als Nachlassverwalter eingesetzt.
Friedrich von Cölln wurde neben seiner Frau auf dem Friedhof vor dem Hallischen Tor beigesetzt.

## Werke
- Vertraute Briefe über die innern Verhältnisse am preußischen Hofe seit dem Tode Friedrichs II. 6 Bände, Hammer [d. i. Gräff], Amsterdam und Köln 1807–1809.
- Wien und Berlin in Parallele. Nebst Bemerkungen auf der Reise von Berlin nach Wien durch Schlesien über die Felder des Krieges. Ein Seitenstück zu der Schrift: Vertraute Briefe über die innern Verhältnisse am preußischen Hofe seit dem Tode Friedrichs II. Hammer [d. i. Gräff], Amsterdam und Köln 1808 (Digitalisat).
- Aktenmäßige Rechtfertigung des Kriegsraths von Cölln. In Kommission bei Wilhelm Rein, Leipzig 1811 (Digitalisat).
- Beytrag zur Geschichte des Krieges in Preussen, Schlesien und Pohlen in den Jahren 1806 und 1807.
- Historisches Archiv der Preußischen Provincial-Verfassungen, Hrsg. v. Friedrich von Cölln. Nach dessen Tode fortgesetzt von Wilhelm von Cölln, Theodor Joh. Chr. Fr. Enslin, Berlin 1819–1820; Heft 1 und 2 (1819); 3 (1820); 4 (Ehemalige Verfassung des Großherzogthums Posen, 1820), 5–7 (1820).
- Arthur Schurig (Hrsg.): Das galante Preußen gegen das Ende des achtzehnten Jahrhunderts. Sammlung kulturgeschichtlich wertvoller Teile aus selten gewordenen Pamphleten und Satiren.  Ausgewählt, sowie mit Anmerkungen, Einleitung und Bibliographie versehen, Verlags-Gesellschaft Berlin, Berlin und Leipzig 1910.